# Гельма (вилайет)
Ге́льма (араб. ولاية قالمة‎) — вилайет в северо-восточной части Алжира.
Административный центр вилайета — город Гельма.

## Географическое положение
Вилайет Гельма расположен в горах Орес, недалеко от границы с Тунисом.
Гельма граничит с вилайетами Аннаба на севере, Эль-Тарф и Сук-Ахрас на востоке, Умм-эль-Буаги на юге, Константина на западе и Скикда на северо-западе.
Почти половину территории занимают сельскохозяйственные угодья, большая часть из которых орошаема. 31% занимают леса (алеппская сосна, канарский и пробковый дуб).

## История
Вилайет получил печальную известность во время Сетиффской резни в 1945 году. До 1974 вилайет являлся частью вилайета Аннаба. В 1983 году часть вилайета отошла вновь созданному вилайету Сук-Ахрас.

## Административное деление
Вилайет разделен на 10 округов и 34 коммуны.

### Округа
1. Айн-Махлуф (Aïn Makhlouf)
2. Бушегуф (Bouchegouf)
3. Гелаат-Бу-Сбаа (Guelaât Bou Sbaâ)
4. Гельма (Guelma)
5. Хаммам-Дебаг (Hammam Debagh)
6. Хаммам-Н’Баилс (Hammam N’Bails)
7. Хелиополис (Héliopolis)
8. Хезарра (Khezarra)
9. Уед-Шехам (Oued Cheham)
10. Уед-Зенати (Oued Zenati)

## Знаменитые земляки
- Хуари Бумедьен — президент Алжира
- святой Поссидий — епископ Каламы